# الحرب السعودية اليمنية (1934)
الحرب السعودية اليمنية تعود خلفيتها التاريخية إلى حرب وقعت بين المملكة المتوكلية اليمنية والأدارسة على فترات متقطعة بدأت منذ 1924 حتى أكتوبر 1926 عندما تحوّلت الإمارة الإدريسية إلى حكم ذاتي تحت حماية السعودية وسيادتها بناء على إتفاقية مكة عام 1926، وبعدها تحولت اتفاقية الحماية من حكم ذاتي إلى اتفاق سيطرة كاملة بعد ضم المنطقة في أكتوبر 1930. بعدها بسنتين تمرد الأدارسة على الملك عبد العزيز ما بين (نوفمبر 1932 - فبراير 1933) وعندما فشل التمرد أصبحوا لاجئين في اليمن عند الإمام يحيى حميد الدين، وعام 1934 نشبت الحرب بين المملكة العربية السعودية والإمام يحيى ومعه الأدارسة في جبهات مختلفة وانتهت بمعاهدة الطائف 1934 حيث قام الجيش السعودي بموجبها بالانسحاب من الحديدة وحجة وتراجع جيش المملكة المتوكلية اليمنية من نجران عام 1934 (كان جيش إمام اليمن يحيى حميد الدين بدأ باحتلال نجران في ابريل 1933 ولم تكتمل سيطرته عليها إلا في أكتوبر 1933 باحتلال مدينة البدر بعد مواجهات مع قبائل يام والمكارمة)

## خلفية
في 3 مايو 1924 زحف جيش الإمام يحيى بقيادة عبد الله بن أحمد الوزير لحرب الأدارسة. كانت تهامة ساحة الحرب. هزم الأدارسة واستولى اليمنيون على ميناء الحديدة وغيره من موانئ تهامة ومدنها وعين الإمام ولاته عليها. واصل جيش الإمام تقدمه وحاصر مدينتي صبيا وجازان، واضطر السيد الحسن الإدريسي إلى أن يعرض على الإمام يحيى حميد الدين صلحاً يقضي بكف الإمام عن محاولة الاستيلاء على المدينتين المذكورتين مقابل اعتراف الأدارسة بولائهم للإمام يحيى حميد الدين، على أن يمنح الإمام الأدارسة نفوذاً محلياً على مابيدهم. لكن الإمام يحيى رفض العرض، وأصر على مواصلة محاولة الاستيلاء على صبيا وجازان؛ مما حمل حسن الإدريسي على توقيع معاهدة حماية مع الملك عبدالعزيز آل سعود، وكان ذلك عام 1345هـ - 1925م.

## قوات الطرفين

### القوات السعودية
تألفت القوات السعودية في غالبيتها من جنود غير نظاميين يتم حشدهم من سكان المدن ومن رجال البادية. وكان غالب أسلحتهم من عصر الحرب العالمية الأولى. في بداية الثلاثينيات وعلى إثر التمرد الذي قاده جيش الإخوان غير النظامي عام 1929 آثرت الحكومة السعودية إعادة تنظيم قواتها وتسليحها واستبدال الجنود غير النظاميين من رجال البادية بقوات نظامية مدربة، وتزويدها بالمزيد من الأسلحة الحديثة والمدرعات. كان التسليح الرئيسي للقوات المسلحة السعودية بنادق «لي-انفيلد»، و«روس انفيلد» البريطانية، وجي89، وبندقية ماوزر الألمانية. ودبابة كاردن لويد تانكت، وفيكرز متوسطة مارك الثانية من شركة فيكرز.

### قوات المملكة المتوكلية اليمنية
تم تدريب الجيش النظامي من قبل الإيطاليين، الذين أرادوا حماية مستعمراتهم في شرق إفريقيا. قدمت إيطاليا ست دبابات (على الأرجح دبابات كارو فيلوتشي 33)، و2000 بندقية، وأربعة مدافع مضادة للطائرات، وأجهزة راديو عام 1926.

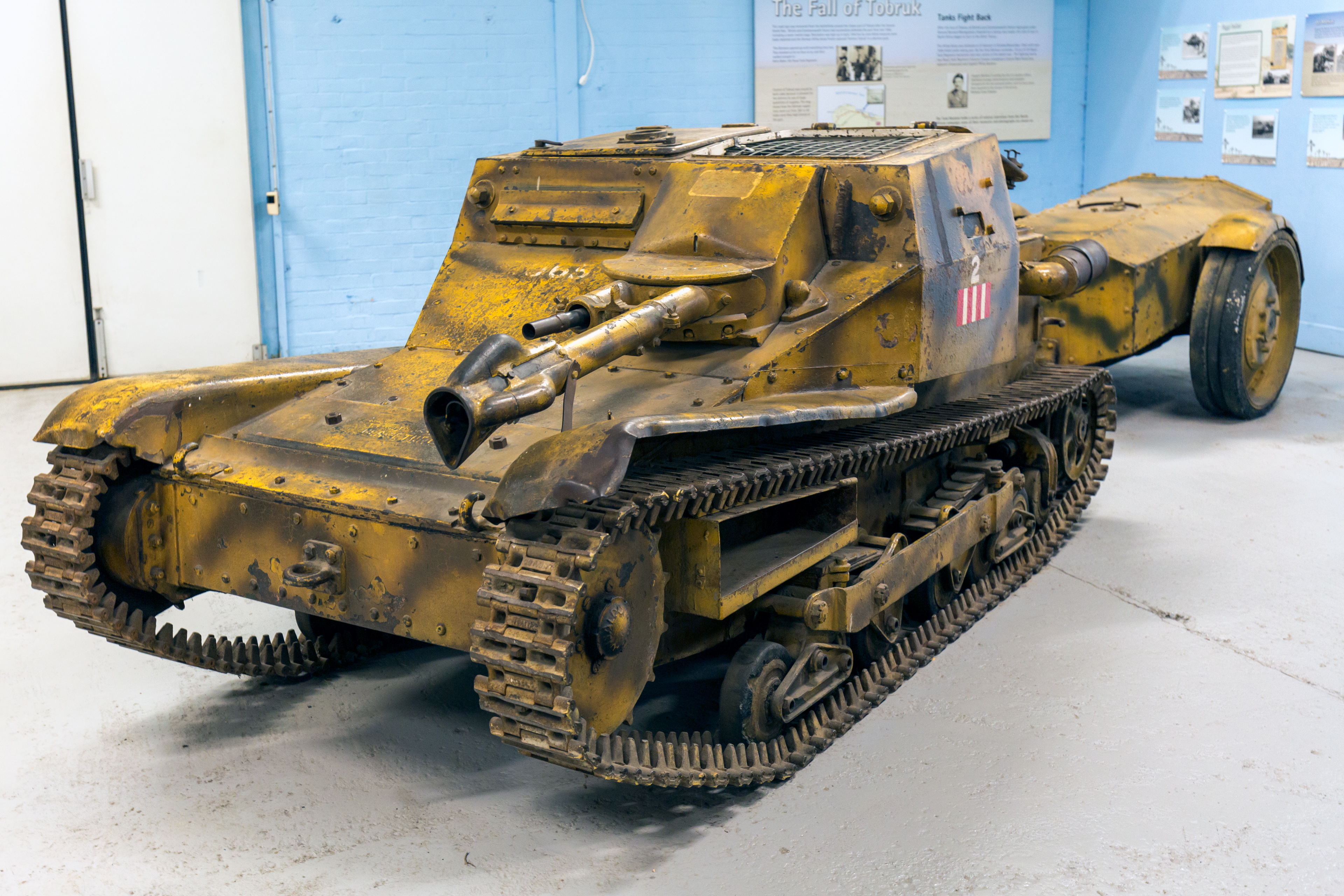
دبابة كارو فيلوتشي 33

وتأسس «الجيش المظفر» (النظامي) في ربيع الأول 1337 هـ / ديسمبر 1918م، في عهد الإمام يحيى بن محمد حميد الدين، على يد مجموعة من العسكريين العثمانيين الذين بقوا في اليمن بعد خروج زملاؤهم عام 1918م، وتنوعت أساليب تدريبه من عثماني إلى سوري فعراقي ومصري وأردني، وهذا سبب بعض الإرباك في عمليتي التأهيل والتطوير للجيش، وكان يغلب على التدريب الجانب النظري أكثر من الجانب العملي، ومعظم القيادات العليا فيه من غير العسكريين، وحظيت هذه القيادات بمكانة عالية لدى الإمام أكثر من القيادات العسكرية، ويعزى ذلك ربما إلى اعتقاد الإمام أنهم أكثر من غيرهم ولاء للسلطة الحاكمة، ونتيجة لهذه الحظوة فقد اصطدمت هذه القيادات ببعض المدربين العسكريين؛ الأمر الذي أدى إلى خلل في عملية التدريب.
منذ أن أسس الإمام الهادي «يحيى بن الحسين بن القاسم» الدولة الزيدية الهاشمية عام 284هـ الموافق 897م، وحتى 1919م، وهو عام تأسيس الجيش النظامي، فإن تلك الدولة التي تميزت بكثرة أشياعها في المناطق الشمالية والشمالية الغربية والمناطق الشرقية من المرتفعات الوسطى وكذلك كل الدول أو الدويلات التي عاصرتها، قد اعتمدت في حروبها التي خاضتها في مواجهة منافسيها، بشكل أساس على أنصارها من رجال القبائل الذين يسكنون المناطق الشمالية والشمالية الغربية والشرقية، وذلك النوع من المقاتلين يمكن تصنيفه في إطار ما عرف، تاريخيا، باسم «الجيوش الوطنية التقليدية»، التي كان يقودها رؤساء العشائر، والتي ليس لها أية صفة نظامية، باعتبار أن كل رجل في القبيلة جندي من جنودها، وكان تشكيلها يتم عند الحاجة إليها، أو بتعبير آخر، عند ظهور مشكلات تمس مصالح القبيلة أو الدولة، حيث يتم استنفار المقاتلين بواسطة رؤساء العشائر وشيوخ القبائل، الذين يصبحون عند ذاك، هم «مقدمو» الجيوش القبلية، وقادتها في المعارك الحربية.
عندما أنشئ الجيش المظفر كانت مخازن السلاح مليئة بأعداد كبيرة من البنادق مختلفة الأنواع (حوالي 000, 400 بندقية) بالإضافة إلى بطاريات مدفعية خفيفة وثقيلة، من عيارات وأوزان مختلفة، وفقا لاحتياجات البيئة المتنوعة في اليمن، وكذلك أنواع مختلفة من الرشاشات الإنجليزية والعثمانية والإيطالية. وفي عام 1922 عقدت الحكومة عدة اتفاقيات وصفقات لتسليح الجيش مع دول وأفراد كانوا يمثلون دولهم ويأتون إلى اليمن تحت واجهات علمية أو تجارية. ومن تلك الدول إيطاليا وألمانيا وفرنسا، بالإضافة إلى عدد من سماسرة السلاح تم الاتفاق معهم بصورة شخصية. وخطى النظام الإمامي بعد ذلك خطوات أخرى حذرة فيما يتعلق بتسليح الجيش وتحديثه بلغت ذروتها عام 1956.
إلى جانب إخضاع القبائل المتمردة وحماية الإمام والأمراء والشخصيات العامة في الدولة، فإن الجيش يقوم بأعمال الضبط القضائي، والجبايات بالإضافة إلى الأعمال العسكرية المعروفة في الحدودلأحداث
كان محمد بن علي الإدريسي يود الاتحاد مع الإمام يحيى وينهي النزاع بينهما على الحديدة شريطة اعتراف الإمام يحيى بالإدريسي حاكما على منطقته لكن الإمام الزيدي كان متعنتا ويرغب بإخراج الإدريسي من اليمن كلها بحجة أنه «دخيل عليها» لأصوله المغربية  قاتل الإمام يحيى حميد الدين الأدارسة وسيطر على الحديدة وفرض حصاراً على صبيا مما اضطر حسن الإدريسي إلى التحالف مع الملك عبد العزيز آل سعود، وكان قد عقد معاهدة مع الإنجليز عام 1915 كان الإمام مهتماً بالسيطرة على عدن من الإنجليز ولكن محاولاته باءت بالفشل فقد فرض الإنجليز حصاراً على المملكة المتوكلية اليمنية لمنعهم من شراء الأسلحة من إيطاليا في نوفمبر 1933 نقض الأدارسة حلفهم مع البريطانيين وابن سعود والتحقوا بالإمام. سيطرت قوات المملكة المتوكلية على نجران وأجزاء من الإمارة الإدريسية وطالب الإمام يحيى باستعادة حكم الأدارسة في جيزان. خطط الإمام يحيى والمكرمي في نجران لتجهيز جيش قوامه مئتي ألف مقاتل لقتال ابن سعود ولكن خطتهم تلك لم تر النور
كانت المملكة المتوكلية اليمنية وجيزان الهدف الأسهل لابن سعود لأنها لم تكن محميات بريطانية وكان عبد العزيز ابن سعود واثقا أن الإمام يحيى لن يُدعم من الإنجليز. قامت حرب خاطفة بين مارس ومايو عام 1934 وانتهت بتوقيع معاهدة الطائف عقب سيطرة ابن سعود على 100 كيلو متر بعد ساحل صبيا عدة أسباب دفعت ابن سعود للتوقيع على المعاهدة -بالرغم من أن البريطانيين توقعوا أن يحتل المملكة المتوكلية مثل مملكة الحجاز- كانت سلطة الإمام هزيلة على ساحل تهامة لكن أدرك ابن سعود أن الإمام يحاول استدراجه نحو المرتفعات الجبلية الزيدية، ولخشيته أن توغله قد يتيح الفرصة لتمرد جديد من الإخوان عليه، ولافتقار قواته للخبرة في المعارك الجبلية، وخوفه من دعم إيطالي مرتقب للإمام
في 1974 طلبت السعودية اعتماد الحدود نهائيا ووافق وزير الخارجية اليمني آنذاك على الطلب إلا أنه قوبل برفض شعبي وسياسي كذلك أدى إلى رفضه  وتم اعتماد الحدود بعد إتفاق 13 يوليو عام 2000.

## الحرب

زي القوات المسلحة السعودية أثناء الحرب.

في مارس 1934، أمر الملك عبد العزيز ابنه سعود (الملك سعود لاحقًا) "بإعادة احتلال البلدات في مرتفعات تهامة التي استولى عليها إمام اليمن".  جاء في بيان أن "ابن سعود جرب كل الوسائل الدبلوماسية سعياً للتوصل إلى اتفاق، لكن إمام اليمن، أصر على سياسة قمع السكان و"القضاء" على كل من لم يستسلم".  في 20 مارس 1934، أعلنت المملكة العربية السعودية الحرب على اليمن.  تقدم السعوديون، واستولوا على مدينتي الحجر ونجران المتنازع عليهما في 7 و21 أبريل على التوالي.  بحلول 9 أبريل، كان الجيش السعودي قد احتل حرض (باستثناء حصن واحد سقط في اليوم التالي)، وكانت ميدي تحت الحصار. بينما تقدم اليمنيون في نجران. 
في 11 أبريل، أفادت الصحافة السعودية أن القوات السعودية استولت على عقبة الشطب، حيث واصل الجيش السعودي تقدمه، واستولى على يعبد، ثم وادي باب الهدف، قبل أن يحاصر باقم أخيرًا.  بحلول 18 أبريل، أفادت الصحافة عن تقدم سعودي على جميع الجبهات، بما في ذلك شمال صعدة.  بحلول يوم 21، ورد أن ميدي سقطت في أيدي القوات السعودية.
في مايو 1934، واصلت القوات السعودية هجومها في المنطقة الساحلية، واحتلت الحديدة . وهدد رجال القبائل السعوديون بنهب الشركات التجارية الهندية في الحديدة، لكنهم أثنوا عن ذلك بوصول البحارة البريطانيين للحفاظ على النظام.  حدثت اضطرابات في صنعاء بسبب نقص الغذاء.  ونفى الإمام ما تردد عن مقتله فيما فر ابنه.  سعى كل من الملك والإمام للسيطرة على عسير .  طلب الإمام من الملك فؤاد ملك مصر التدخل في الحرب.  قامت السفينة الشراعية البريطانية "بينزانس" بإجلاء السكان البريطانيين والهنود في الحديدة، و300 أجنبي، إلى جزيرة كارامان بحثًا عن الأمان. وفي 6 مايو/أيار، تم إرسال ثلاث سفن حربية إيطالية إلى الحديدة لحماية المصالح الإيطالية.
وبحسب تقارير صحفية غربية: "تهامة جزء من إمارة عسير ، التي حافظت لبضع سنوات بعد الحرب الكبرى على استقلال غير مستقر بين أراضي الملك الوهابي ابن سعود وإقليم إمام اليمن. وفي عام 1926، قبلت سيادة ابن سعود، وفي عام 1930، وبموجب اتفاقية جديدة، تم ضمها عمليا من قبل ابن سعود، ثم نشأ نزاع بين ابن سعود وإمام اليمن بشأن الحدود بين عسير واليمن، ويعتقد أن هذا الخلاف تم تسويتها بموجب معاهدة أبرمت في ديسمبر 1931. وفي إعلانه عن نيته اتخاذ إجراء ضد اليمن، قال وفد ابن سعود في لندن: "لقد حاولت الحكومة السعودية كل الوسائل السلمية من خلال القنوات الدبلوماسية للتوصل إلى اتفاق مع الحاكم العادل الأخير". وإمام اليمن، لكنه يتمادى في سياسته العدوانية باحتلال مرتفعاتنا في تهامة ، وقمع أهلها، واستئصال كل من لا يستسلم لحكمه».
تشير تهامة إلى الأراضي شديدة الحرارة الممتدة على طول الشاطئ الشرقي للبحر الأحمر، جنوب جدة، والتي تمثل الحافة الساحلية للحجاز وعسير واليمن على البحر الأحمر.
مايو 1934، بعد الاستيلاء على اللحية (1 مايو ) والحديدة (4 مايو )، تقدمت القوات السعودية نحو صنعاء، حيث كان من المتوقع حدوث معركة. كانت الجبال مشكلة بالنسبة لسياراتهم المدرعة ودباباتهم. ولم يكن من المتوقع أن تتدخل القوات البريطانية ولا الإيطالية في المنطقة.  على الرغم من أن السعوديين كان لديهم أسلحة أفضل، بما في ذلك الدبابات، كان لدى اليمنيين خبرة أكبر في حرب الجبال. وعلى الرغم من أن النزاع كان يختمر لبعض الوقت، إلا أن المراقبين البريطانيين توقعوا أن النتيجة لن تكون حاسمة.  طالب الملك بالتنازل عن السلام، والسيطرة على المنطقة الحدودية لمدة خمس سنوات، وطرد حكام عسير السابقين من اليمن.
بحلول 10 مايو 1934، كانت التقارير الواردة من الحرب متناقضة.  أفادت التقارير أن صنعاء تشهد اضطرابات، على الرغم من ادعاء الإمام أنه المسؤول.  انسحب اليمنيون من الحديدة، لكنهم زعموا أنهم حققوا النصر في نجران. أعلن الإمام عن خطة جريئة للتقدم نحو الرياض بـ 200.000 رجل، على الرغم من أن هذا الهجوم لم يحدث أبدًا.  بحسب اللجوء إلى الحرب: دليل بيانات للحروب بين الدول، وخارجها، وداخل الدول، وغير الدول، 1816-2007 ، فاز السعوديون بشكل حاسم في الحرب في 13 مايو 1934.

## المعاهدات

### معاهدة صنعاء
في 11 فبراير 1934 وقعت معاهدة صداقة بين المملكة المتوكلية اليمنية، والامبراطورية البريطانية. قبل بدء الحرب بين المملكة المتوكلية اليمنية والمملكة العربية السعودية. قامت المملكة المتوكلية اليمنية وممثل الامبراطورية البريطانية في عدن بتوقيع معاهدة الصداقة التي حلت بعض النزاعات بينهما على عدن وعلى الحدود بين المملكة المتوكلية اليمنية ومحمية عدن، وبموجبها تضمن بريطانيا استقلال المملكة المتوكلية اليمنية لمدة أربعين عاما. وفي المقابل يتوقف الإمام يحيى حميد الدين عن مهاجمة محمية عدن.

### معاهدة الطائف
في يوم 12 مايو لعام 1934 بدأت مفاوضات السلام بين الملك عبد العزيز وبين الإمام يحيى حميد الدين الذي طالب بهدنة لمدة 20 سنة على الأقل. وقيل إن ولي عهد اليمن أحمد بن يحيى دعم استمرار الحرب، بينما كان والده الإمام يحيى حميد الدين يدعم اتفاقية السلام. وفي الوقت نفسه نفى الملك عبد العزيز رغبته بضم اليمن للمملكة العربية السعودية.
في يوم 26 مايو بدا تحسن ملحوظ في العلاقات واستسلام من ناحية اليمن. ومع ذلك ففي 14 يونيو 1934 ذكر أن المعاهدة قد وقعت بين الملك عبد العزيز والإمام يحيى حميد الدين لمدة 20 سنة.
كانت نتيجة المعاهدة انسحاب المملكة العربية السعودية وقواتها المسلحة من الحديدة، والساحل اليمني وإعادتها لليمن تحت قيادة الإمام يحيى حميد الدين.

### معاهدة جدة
في 12 يونيو 2000، تم توقيع معاهدة نهائية لترسيم الحدود بين المملكة العربية السعودية والجمهورية اليمنية تضمنت التزام الطرفين بمعاهدة الطائف، وإبقاء الحدود كما هيَ مع تعديلات بسيطة جدا عليها.

## كتب متعلقة
- A History of Modern Yemen By Paul Dresch
- Saudi-Yemen Relations: Domestic Structures and Foreign Influences F. Gregory Gause